# Mr. Kennedy
Kenneth (Ken) Anderson (født 6. marts 1976 i Minneapolis, Minnesota), bedre kendt under ringnavnet Mr. Anderson, er en amerikansk wrestler i Total Nonstop Action Wrestling (TNA). Han er nok mest kendt for sin tid i World Wrestling Entertainment (WWE), hvor han wrestlede under ringnavnet Mr. Kennedy fra 2005 til 2009.
Mens han var i den amerikanske hær, trænede han med All-Star Championship Wrestling. WWE fik øje på hans evner og inviterede ham til at deltage i et par shows. Det gjorde han så godt at WWE skrev under med ham i februar 2005.
Kennedy debuterede på Smackdown den 15. august 2005, hvor han besejrede Masakatsu Funaki. Den 11. november 2005 mødte han Eddie Guerrero om en plads på Smackdowns hold mod RAW til Survivor Series. Han tabte kampen, som skulle blive Eddie Guerreros sidste kamp inden hans død. I december 2005, blev Kennedy skadet da han rev en muskel over i skulderen. Han vendte dog tilbage i maj 2006. Den 1. september 2006 vandt Kennedy sin første titel i WWE, da han vandt United States Championship titlen. Han tabte dog titlen 13. oktober til Chris Benoit.
Ved Royal Rumble 2007, fik han en kamp mod Batista for hans World Heavyweight Championship. Selvom Kennedy dominerede kampen, tabte han.
Kennedy gik siden hen og vandt Money In The Bank kampen ved Wrestlemania 23.
Han tabte dog sin titel-mulighed til Edge på RAW nogle dage senere.
Kennedy er pt. skadet pga. en overrevet muskel. Han vil være ude i 6-8 uger. Mr. Kennedy er tilbage efter sin skade og han blev drafted til Raw den 11 Juni 2007 som den sidste draft pick.